# Солдатёнков, Козьма Васильевич
Козьма Васильевич Солдатёнков (5 сентября 1880, село Кунцево, Московская губерния — 4 января 1943, Гарш, Франция) — старший лейтенант российского флота, изобретатель шифровального телеграфного аппарата, участник Белого движения.

## Биография
Родился в дворянской семье Василия Ивановича Солдатёнкова, который с малолетства воспитывался в семье Козьмы Терентьевича, дяди по отцу. Служил чиновником особых поручений при Министерстве внутренних дел, действительный статский советник (впоследствии — тайный советник).
Окончил Морской кадетский корпус, зачислен в 17-й флотский экипаж (1901). Член Английского клуба.
Мичман, младший штурманский офицер на броненосце «Император Николай I» (1901—1902).
В 1902—1904 годах последовательно вахтенный начальник на крейсере «Владимир Мономах», миноносце «Внимательный», канонерской лодке «Храбрый».
Ротный командир на крейсере «Олег» (1904—1905). Будучи мичманом российского флота, участвовал в русско-японской войне,  служил на крейсере «Олег», был тяжело  ранен в Цусимском сражении. Крейсер «Олег» один из немногих кораблей, которым удалось вырваться из окружения и уйти в Манилу (Филиппины), где экипаж был интернирован.
Лейтенант, вахтенный начальник на крейсере «Диана» (1905). Вышел в запас в 1906.
Лейтенант подводного флота (1908).
Член строительного комитета по сооружению храма Спаса-на-Водах в Санкт-Петербурге (1908—1911).  Кроме денежных средств, Солдатёнковы передали церкви изготовленный по их заказу ювелиром Фаберже напрестольный крест золотого литья с выгравированной на обратной стороне дарственной надписью «Дар лейтенанта Козьмы Васильевича Солдатенкова в память дорогих друзей, погибших в бою» и год освящения храма. А в 1932 г., в годы богоборничества, храм Спас-на-Водах был разграблен и взорван. Часть из разграбленного оказалась на аукционе в Париже. Одна американка купила на нем золотой крест и, заметив надпись, обратилась к своему знакомому русскому эмигранту генералу Трепову. Он перевел надпись и сказал, что под Парижем живет даритель креста, К. В. Солдатенков. Новая владелица разыскала его и безвозмездно передала реликвию. С тех пор крест хранится в семье Солдатёнковых.
Козьма Васильевич изобретатель шифровального телеграфного аппарата (1912).
Зачислен во 2-й флотский экипаж Балтийского флота (1914), старший лейтенант (1915), камер-юнкер, член совета Русского общества пароходства и торговли, старший флаг-офицер Морского штаба верховного главнокомандующего (1917).
В 1917—1918 годах член Поместного собора Православной российской церкви по избранию от действующей армии, делегат Главного комитета офицеров армии и флота, участвовал в 1—2-й сессиях, член X отдела.
С 1919 года служил в Северо-Западной армии Николая Юденича, затем эмигрировал в Великобританию.
С 1925 года жил во Франции, директор гольф-клуба в городах По и Мортефонтене.
Похоронен в семейном склепе на кладбище города Гарша.
Награждён орденом Святого Станислава 3-й степени с мечами и бантом (1907) и 2-й степени (1915), французским орденом Почетного легиона и британским орденом «За выдающиеся заслуги».
Жена — Елизавета Николаевна. Сын Кузьмы Васильевича — Василий Кузьмич (1912—1973) — офицер связи французской армии, адъютант, переводчик, общественный деятель.